# Moinatrindri
Moinatrindri es un pueblo francés de la comuna de Bouéni en Mayotte